# Монтечилфоне
Монтечилфо̀не (на италиански: Montecilfone, на арбърешки Munxhufuni, Мунджуфуни) е село и община в Централна Италия, провинция Кампобасо, регион Молизе. Разположено е на 405 m надморска височина. Населението на общината е 1460 души (към 2010 г.).
В това село живее албанско общество, наречено арбъреши. Те са се заселили в този район между XV и XVIII век като бежанци от османското владичество. Село Монтечилфоне е част от етнографическия район Арберия.